# Healeren
|  | Denne artikel er oprettet af botten Steenthbot ud fra en ekstern database. Den kan derfor have sproglige fejl eller mangler. Denne skabelon kan fjernes efter kontrol af indholdet. |

Healeren er en dansk dokumentarfilm fra 1985 instrueret af Tønnes Hilden.

## Handling
Efter 3 mdr. arbejde på Philipinerne i 1984 har jeg sammen med læge Thomas Holeman i efteråret 1985 færdiggjort en film om philipinsk healing.